# Sapium allenii
Sapium allenii là một loài thực vật có hoa trong họ Đại kích. Loài này được Huft miêu tả khoa học đầu tiên năm 1987.